# Gare de Valence TGV
Pour les articles homonymes, voir Gare de Valence.
Ne doit pas être confondu avec Gare de Valence-Ville.
La gare de Valence TGV, en forme longue Valence TGV Rhône-Alpes Sud, est une gare ferroviaire française située sur la commune d'Alixan (à 11 kilomètres au nord-est du centre de Valence), dans le département de la Drôme, en région Auvergne-Rhône-Alpes. Construite dans le cadre de la LGV Méditerranée, elle a été mise en service le 10 juin 2001, en même temps que le troisième et dernier tronçon de la ligne de Combs-la-Ville à Saint-Louis (LGV).
Le bâtiment est commun à la gare TGV et à la gare de la ligne de Valence à Moirans, qui la croise en élévation. L'ouvrage est à ossature métallique.
La gare est située au sein du parc d'activités de Rovaltain, à une dizaine de kilomètres du centre-ville de Valence. Elle est facilement accessible par le périphérique valentinois (RN 532 : sortie 4) qui relie Valence à l'A49. Trois parkings et deux dépose-minute ont été aménagés aux abords de la gare, et de nombreux cars interurbains la desservent ainsi que les bus urbains de l'agglomération de Valence (ligne Intercitéa - VALENCE, Gare Routière <> Gare TGV <> ROMANS, Gare Multimodale).

## Situation ferroviaire
La gare de Valence TGV est située au point kilométrique (PK) 495,464 de la ligne de Combs-la-Ville à Saint-Louis (LGV), entre les gares de Lyon-Saint-Exupéry TGV et d'Avignon TGV, et au PK 10,493 de la ligne de Valence à Moirans, entre les gares ouvertes de Valence-Ville et de Romans - Bourg-de-Péage. Son altitude est de 168 m.

### Plans des voies
La gare dispose de 7 voies et de 5 quais : 1 et 2 sur la ligne de Valence à Moirans pour les TER, 3, 4 et 5 sur la ligne Combs-la-Ville à Saint-Louis (LGV) pour les TGV. La voie 5 est uniquement utilisable vers Moirans et vers le sud.
|                                             |  |  |  |  |  |  |              |  |  |  |  |  |  |  |  |  |  |  |                                          |  |  |  |  |                            |  |  |  |  |  |  |  |  |
|                                             |  |  |  |  |  |  |              |  |  |  |  |  |  |  |  |  |  |  | Vers Lyon-Part-Dieu & Paris-Gare-de-Lyon |  |  |  |  |                            |  |  |  |  |  |  |  |  |
|                                             |  |  |  |  |  |  |              |  |  |  |  |  |  |  |  |  |  |  |                                          |  |  |  |  |                            |  |  |  |  |  |  |  |  |
| Ligne de Combs-la-Ville à Saint-Louis (LGV) |  |  |  |  |  |  |              |  |  |  |  |  |  |  |  |  |  |  |                                          |  |  |  |  |                            |  |  |  |  |  |  |  |  |
|                                             |  |  |  |  |  |  |              |  |  |  |  |  |  |  |  |  |  |  |                                          |  |  |  |  |                            |  |  |  |  |  |  |  |  |
|                                             |  |  |  |  |  |  |              |  |  |  |  |  |  |  |  |  |  |  |                                          |  |  |  |  |                            |  |  |  |  |  |  |  |  |
|                                             |  |  |  |  |  |  |              |  |  |  |  |  |  |  |  |  |  |  |                                          |  |  |  |  |                            |  |  |  |  |  |  |  |  |
|                                             |  |  |  |  |  |  |              |  |  |  |  |  |  |  |  |  |  |  |                                          |  |  |  |  |                            |  |  |  |  |  |  |  |  |
| Racc. de Saint-Marcel                       |  |  |  |  |  |  |              |  |  |  |  |  |  |  |  |  |  |  |                                          |  |  |  |  |                            |  |  |  |  |  |  |  |  |
|                                             |  |  |  |  |  |  | Vers Moirans |  |  |  |  |  |  |  |  |  |  |  |                                          |  |  |  |  |                            |  |  |  |  |  |  |  |  |
|                                             |  |  |  |  |  |  |              |  |  |  |  |  |  |  |  |  |  |  |                                          |  |  |  |  |                            |  |  |  |  |  |  |  |  |
|                                             |  |  |  |  |  |  |              |  |  |  |  |  |  |  |  |  |  |  |                                          |  |  |  |  |                            |  |  |  |  |  |  |  |  |
|                                             |  |  |  |  |  |  |              |  |  |  |  |  |  |  |  |  |  |  |                                          |  |  |  |  |                            |  |  |  |  |  |  |  |  |
|                                             |  |  |  |  |  |  |              |  |  |  |  |  |  |  |  |  |  |  |                                          |  |  |  |  |                            |  |  |  |  |  |  |  |  |
|                                             |  |  |  |  |  |  |              |  |  |  |  |  |  |  |  |  |  |  |                                          |  |  |  |  |                            |  |  |  |  |  |  |  |  |
|                                             |  |  |  |  |  |  |              |  |  |  |  |  |  |  |  |  |  |  |                                          |  |  |  |  |                            |  |  |  |  |  |  |  |  |
|                                             |  |  |  |  |  |  |              |  |  |  |  |  |  |  |  |  |  |  |                                          |  |  |  |  |                            |  |  |  |  |  |  |  |  |
|                                             |  |  |  |  |  |  |              |  |  |  |  |  |  |  |  |  |  |  |                                          |  |  |  |  |                            |  |  |  |  |  |  |  |  |
|                                             |  |  |  |  |  |  |              |  |  |  |  |  |  |  |  |  |  |  |                                          |  |  |  |  |                            |  |  |  |  |  |  |  |  |
|                                             |  |  |  |  |  |  |              |  |  |  |  |  |  |  |  |  |  |  |                                          |  |  |  |  |                            |  |  |  |  |  |  |  |  |
|                                             |  |  |  |  |  |  |              |  |  |  |  |  |  |  |  |  |  |  |                                          |  |  |  |  | Ligne de Valence à Moirans |  |  |  |  |  |  |  |  |
| Vers Valence-Ville                          |  |  |  |  |  |  |              |  |  |  |  |  |  |  |  |  |  |  |                                          |  |  |  |  |                            |  |  |  |  |  |  |  |  |
|                                             |  |  |  |  |  |  |              |  |  |  |  |  |  |  |  |  |  |  |                                          |  |  |  |  |                            |  |  |  |  |  |  |  |  |
|                                             |  |  |  |  |  |  |              |  |  |  |  |  |  |  |  |  |  |  |                                          |  |  |  |  |                            |  |  |  |  |  |  |  |  |
|                                             |  |  |  |  |  |  |              |  |  |  |  |  |  |  |  |  |  |  |                                          |  |  |  |  |                            |  |  |  |  |  |  |  |  |
|                                             |  |  |  |  |  |  |              |  |  |  |  |  |  |  |  |  |  |  |                                          |  |  |  |  |                            |  |  |  |  |  |  |  |  |
|                                             |  |  |  |  |  |  |              |  |  |  |  |  |  |  |  |  |  |  |                                          |  |  |  |  |                            |  |  |  |  |  |  |  |  |
|                                             |  |  |  |  |  |  |              |  |  |  |  |  |  |  |  |  |  |  |                                          |  |  |  |  |                            |  |  |  |  |  |  |  |  |
|                                             |  |  |  |  |  |  |              |  |  |  |  |  |  |  |  |  |  |  |                                          |  |  |  |  |                            |  |  |  |  |  |  |  |  |
|                                             |  |  |  |  |  |  |              |  |  |  |  |  |  |  |  |  |  |  |                                          |  |  |  |  |                            |  |  |  |  |  |  |  |  |
| Ligne de Combs-la-Ville à Saint-Louis (LGV) |  |  |  |  |  |  |              |  |  |  |  |  |  |  |  |  |  |  |                                          |  |  |  |  |                            |  |  |  |  |  |  |  |  |
|                                             |  |  |  |  |  |  |              |  |  |  |  |  |  |  |  |  |  |  |                                          |  |  |  |  |                            |  |  |  |  |  |  |  |  |
|                                             |  |  |  |  |  |  |              |  |  |  |  |  |  |  |  |  |  |  |                                          |  |  |  |  |                            |  |  |  |  |  |  |  |  |
|                                             |  |  |  |  |  |  |              |  |  |  |  |  |  |  |  |  |  |  | Vers Marseille & Montpellier             |  |  |  |  |                            |  |  |  |  |  |  |  |  |
|                                             |  |  |  |  |  |  |              |  |  |  |  |  |  |  |  |  |  |  |                                          |  |  |  |  |                            |  |  |  |  |  |  |  |  |

## Histoire
Avant la mise en service de la gare nouvelle, une quarantaine de TGV s'arrêtaient en gare de Valence-Ville, permettant par exemple de rejoindre Paris en 2 h 36 min. À l'ouverture de la gare, en juin 2001, une desserte de cinquante TGV par jour était prévue ; 8 TGV continuant de desservir Valence-Ville.
En 2003, 60 TGV quotidiens ont desservi la gare, pour 1,8 million de voyageurs.
En 2008, la gare était desservie par 58 TGV quotidiens, transportant 2,2 millions de voyageurs.
Depuis le 2 avril 2013, elle reçoit également les trains low-cost Ouigo, faisant la liaison Marne-la-Vallée-Chessy ↔ Marseille.
Dans le cadre du projet de modernisation et d'électrification complète du « Sillon alpin sud », Réseau ferré de France et la région Rhône-Alpes ont raccordé la ligne de Valence à Moirans à la ligne de Combs-la-Ville à Saint-Louis (LGV). Cela avait permis de mettre en place des TGV entre le sillon alpin et la côte méditerranéenne sans changement à Valence-TGV (Annecy – Marseille via Grenoble), depuis février 2014. Par ailleurs, le parquet de la gare en bois exotique a été totalement remplacé par du carrelage.
Selon les estimations de la SNCF, la fréquentation annuelle de cette gare s'élève à 2 620 451 voyageurs en 2018.

## La gare

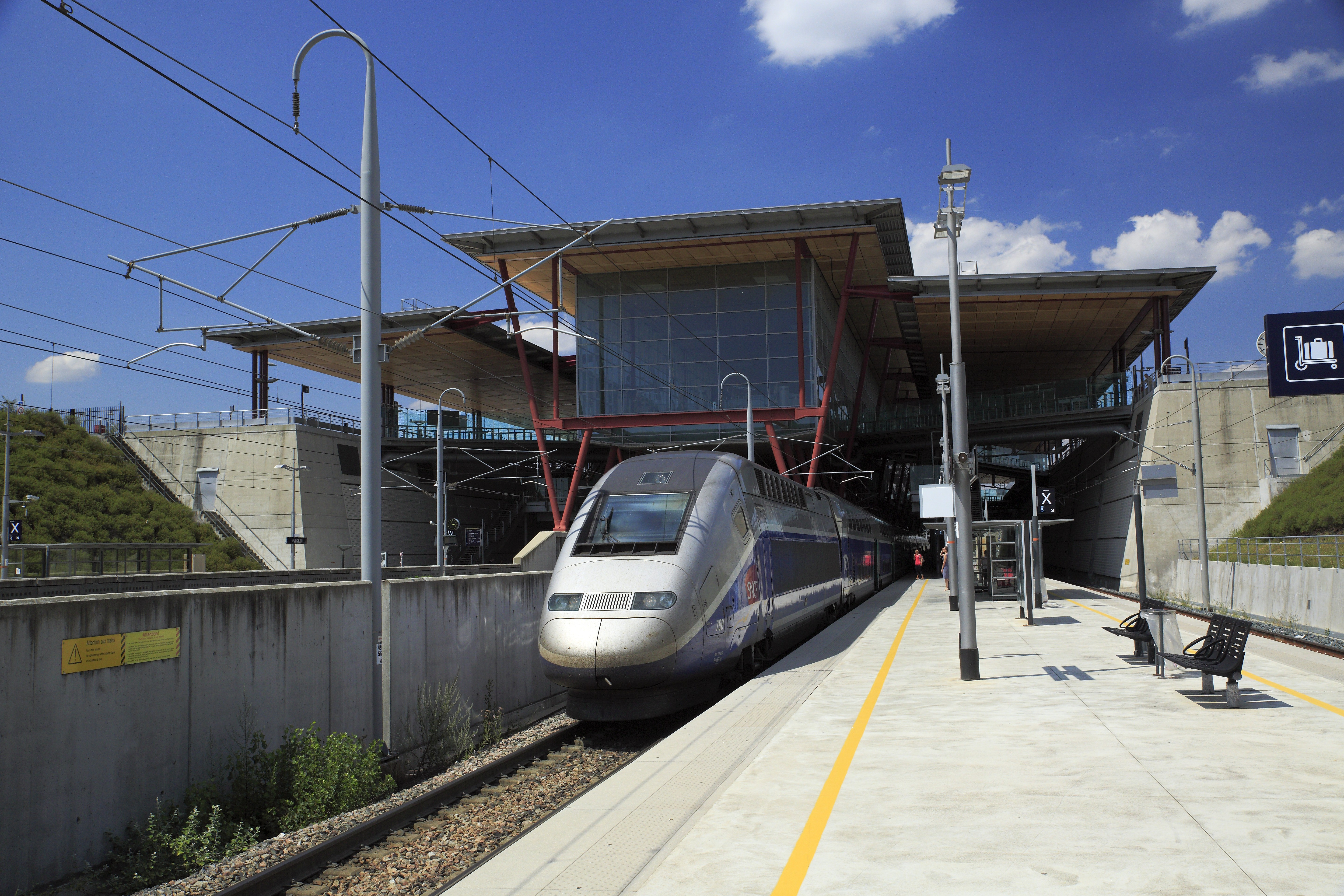
Train en gare de Valence TGV.

Le hall de la gare est en pente douce, ce qui peut s'entendre comme une originalité architecturale. La gare est équipée d'une connexion Wi-Fi gratuite. Des prises électriques sont présentes dans le sol, au pied des poteaux rouges de la salle des pas perdus. Elle dispose d'un kiosque à journaux, d'une boulangerie, d'un distributeur automatique de billets, d'un espace détente, de 2 à 3 guichets. Le hall est très lumineux, toutes les façades étant en verre.
Il y a trois quais TGV (voies 3, 4 et 5), et deux quais TER Auvergne-Rhône-Alpes (voies 1 et 2). Les quais TGV communiquent avec le hall en un seul endroit situé au bas de la pente. Cette gare est l'une des nouvelles gares TGV de France à être connectée au réseau ferré classique (avec Nîmes-Pont-du-Gard, située sur le contournement de Nîmes et de Montpellier, Champagne-Ardenne TGV, sur la LGV Est européenne, Massy TGV, sur la LGV Atlantique, Avignon TGV, sur la LGV Méditerranée, Besançon Franche-Comté et Belfort - Montbéliard TGV, sur la LGV Rhin-Rhône). Comme la totalité des gares des LGV, il y a également deux voies de passage situées entre les deux voies à quai, permettant aux trains sans arrêt de passer à grande vitesse.

## Service des voyageurs

### Accueil
Les guichets sont ouverts tous les jours de semaine de 8 h 45 à 18 h 30 sauf le vendredi jusqu'à 19 h 30 et le dimanche et jours fériés de 12 h 15 à 19 h 30.
L'accueil en revanche, est ouvert tous les jours de 6 h 20 à 21 h.

### Desserte

#### TGV et Eurostar
En 2023, on peut rallier par TGV direct (sans changement), les gares suivantes depuis Valence TGV (meilleurs temps de parcours) :
- Aéroport Charles-de-Gaulle 2 TGV en 2 h 45 (5 à 6/j) ;
- Aix-en-Provence TGV en 52 min (3 à 6/j) ;
- Amsterdam-Central, service saisonnier d'été Eurostar, tous les samedis de fin juin à fin août ;
- Angers-Saint-Laud en 4 h 40 ;
- Avignon TGV en 30 min ;
- Barcelone-Sants en 4 h 12 (2 TGV et 1 AVE/j) ;
- Belfort - Montbéliard TGV en 3 h 03 ;
- Besançon Franche-Comté TGV en 2 h 50 ;
- Bruxelles-Midi en 4 h 35 (1 à 3/j) ;
- Dijon-Ville en 2 h 04 (2 à 4/j) ;
- Le Havre en 5 h 15 (1/j) ;
- Lille-Europe en 3 h 44 ;
- Lyon-Part-Dieu en 34 min ;
- Luxembourg en 6 h 16 min (1/j) ;
- Mâcon-Loché TGV en 1 h 21 (1 à 3/j) ;
- Mantes-la-Jolie en 3 h 42 (1/j) ;
- Marne-la-Vallée - Chessy en 2 h 31 (5 à 6/j) ;
- Marseille-Saint-Charles en 1 h 03 min ;
- Massy TGV en 2 h 47 ;
- Metz-Ville en 5 h 12 (2/j) ;
- Montpellier-Saint-Roch en 1 h 07 ;
- Nantes en 5 h 20 ;
- Nice-Ville en 3 h 53 ;
- Nîmes en 41 min ;
- Paris-Gare-de-Lyon en 2 h 10 (12/j) ;
- Perpignan en 2 h 49 ;
- Rennes en 4 h 45 ;
- Rouen-Rive-Droite en 4 h 29 (1/j) ;
- TGV Haute-Picardie en 2 h 54 (4/j) ;
- Toulouse-Matabiau en 3 h 27 ;
- Versailles-Chantiers en 3 h 06 (1/j).

#### Trains express régionaux (TER)

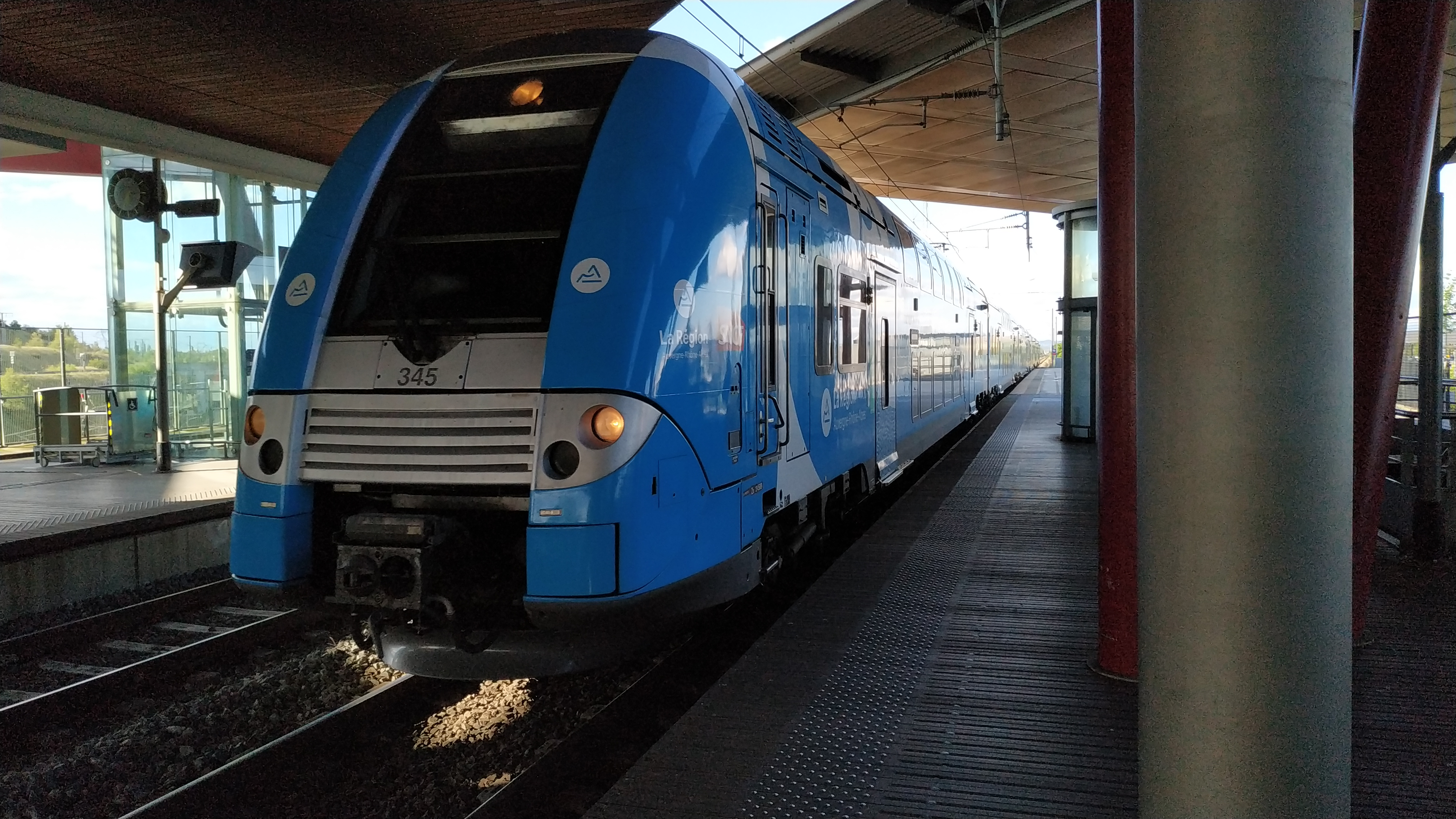
Z 24500 en livrée Auvergne-Rhône-Alpes entrant en gare.

La zone TER est desservie par des trains TER Auvergne-Rhône-Alpes : relations de Genève-Cornavin et Annecy à Valence-Ville, relation Valence-Ville à Évian-les-Bains et relation de Romans - Bourg-de-Péage à Briançon.
Navettes ferroviaires régulières entre les gares de Valence TGV et de Valence-Ville par les TER réguliers sur la ligne Valence <> Grenoble <> Annecy/Genève ainsi que la ligne Intercitéa entre Valence-Ville <> Valence TGV <> Romans (les billets SNCF sont utilisables uniquement entre Valence-Ville et Valence TGV).
En 2003, il y avait en moyenne trente-six TER par jour.
En 2009, mise en service progressive des B 82500 en remplacement des X 72500 sur la ligne du Sillon Alpin, Valence - Grenoble - Chambéry - Annecy/Genève.

### Intermodalité
La gare accueille aussi des cars Région Express à destination de Grenoble (Isère), Montélimar (Drôme), Vallon Pont d'Arc (Ardèche), Les Vans (Ardèche), Aubenas (Ardèche) et Privas (Ardèche).

## Environnement

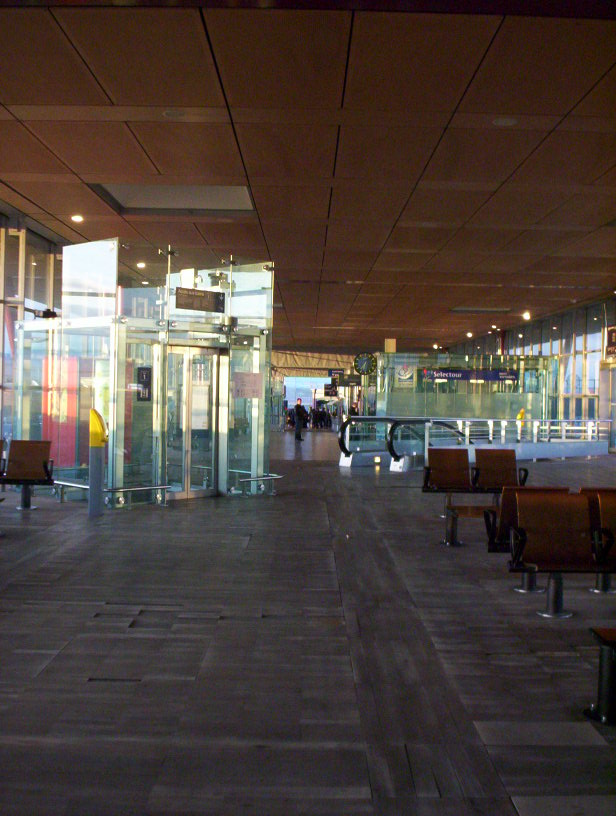
Intérieur de la gare.
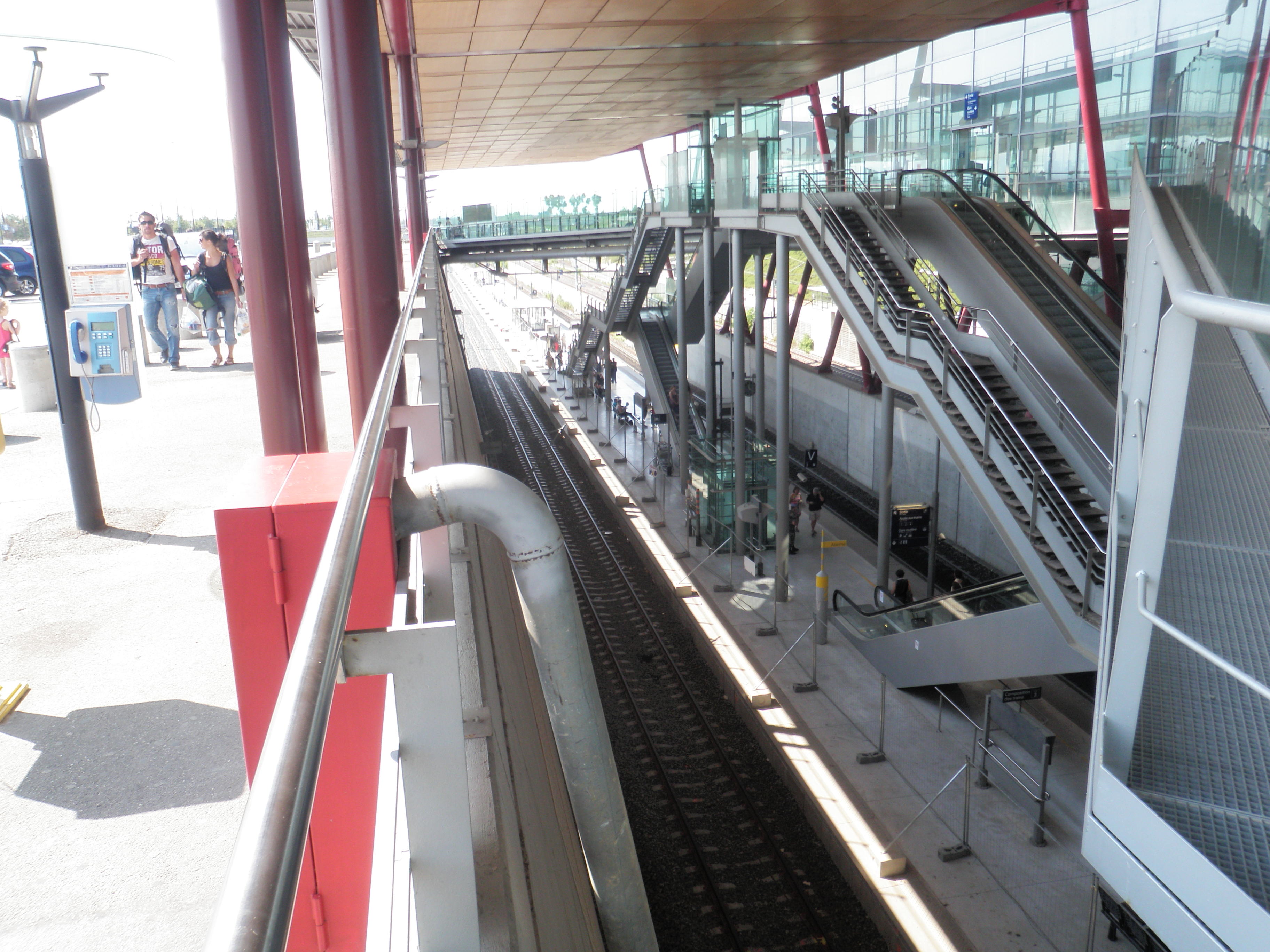
Entrée Est de la gare.
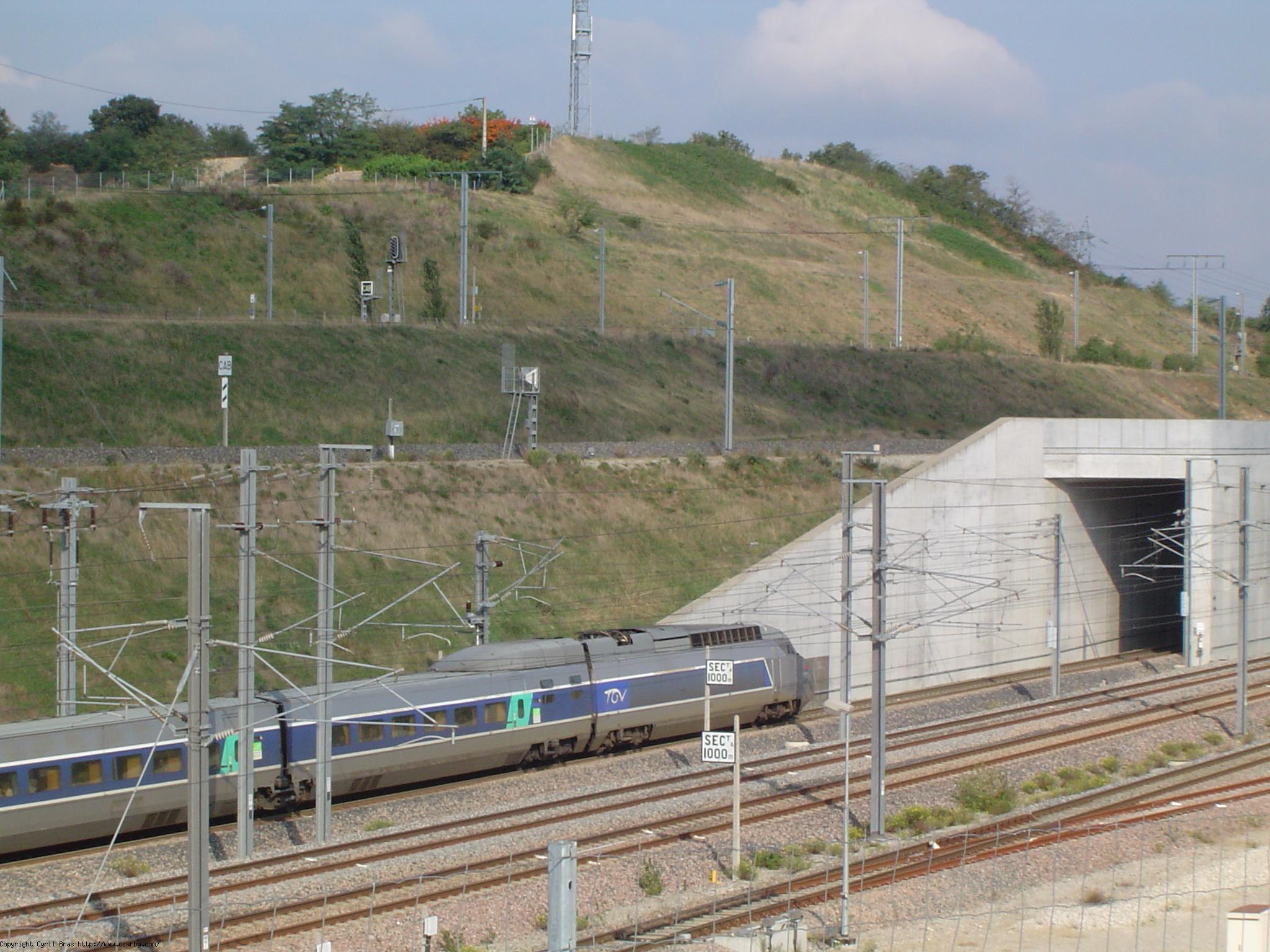
Un TGV quittant la gare.
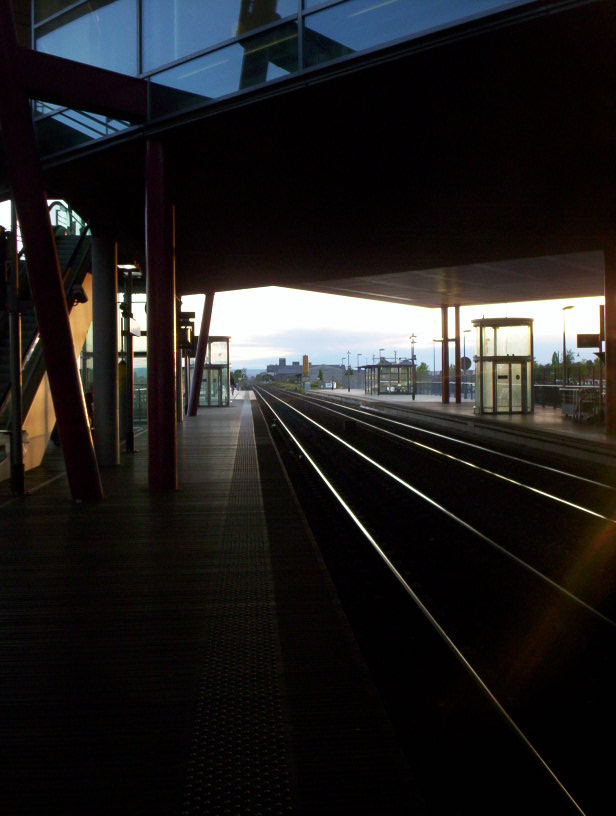
Les quais des TER (au-dessus de ceux de la ligne TGV).
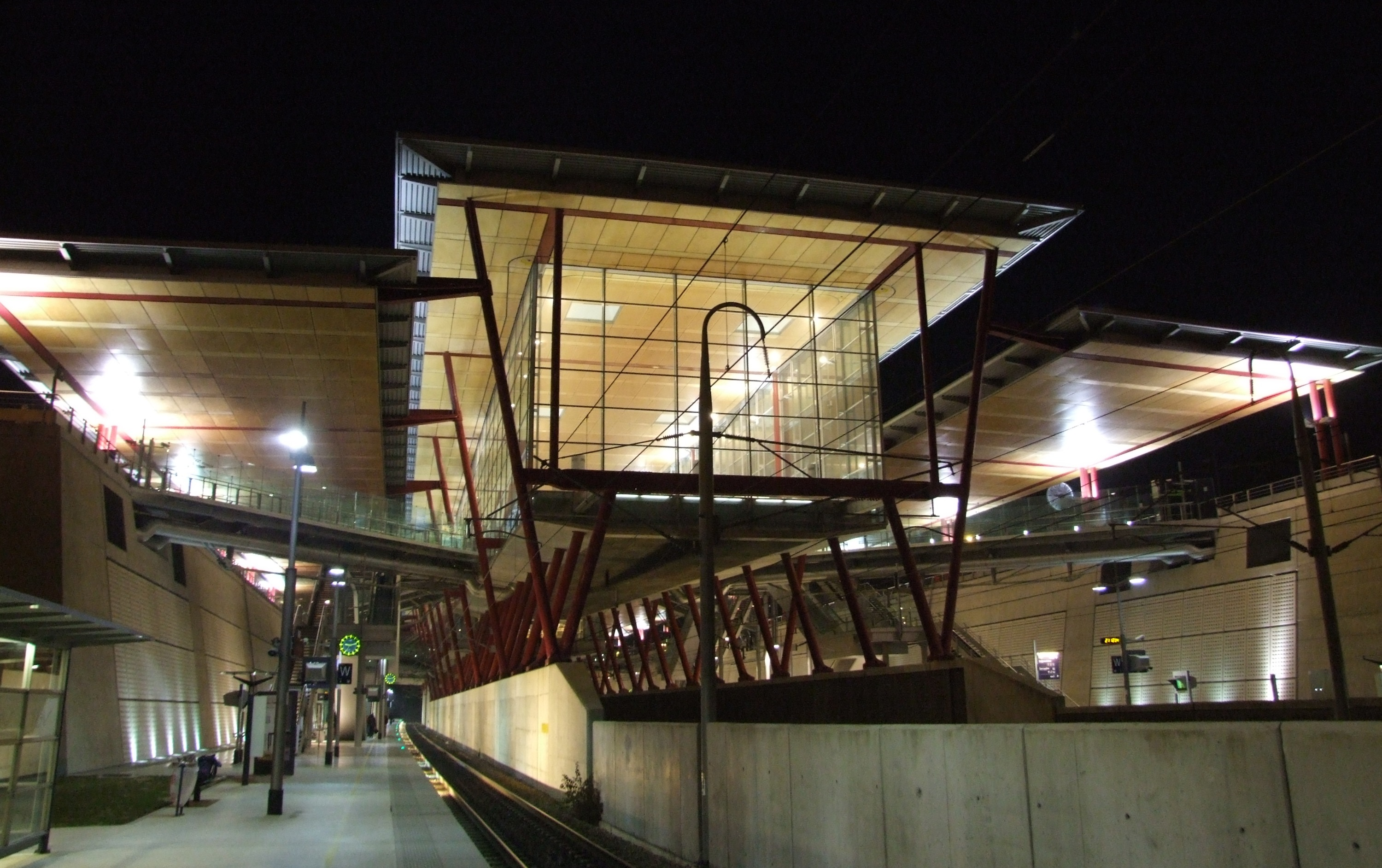
La gare, vue la nuit.
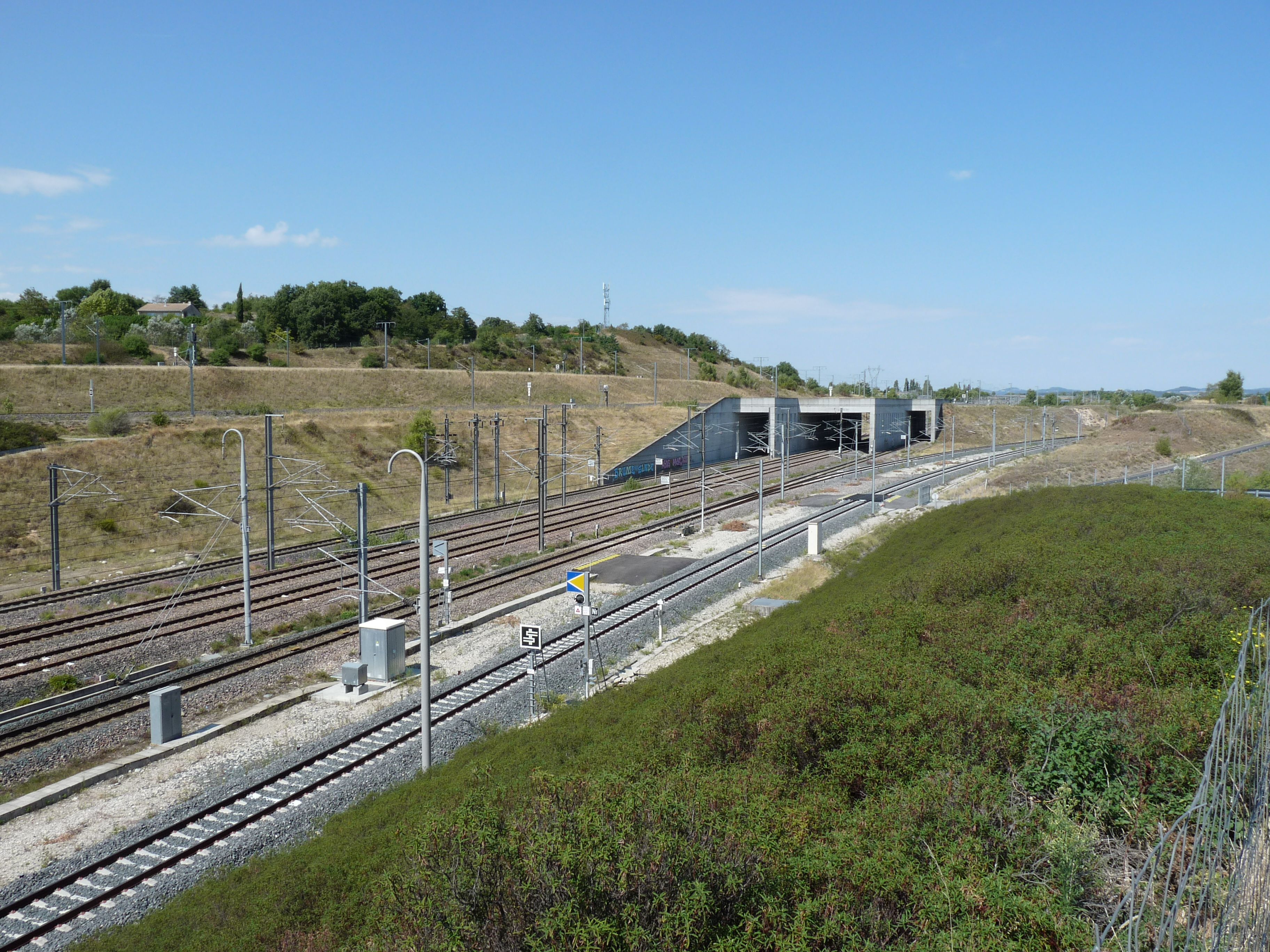
Le raccordement vers Grenoble.

Autour de la gare, s'est développé le parc d'activités Rovaltain (Romans, Valence et Tain-l'Hermitage). Ce parc, d'une superficie de 161 hectares, compte aujourd'hui 125 entreprises et 2000 emplois et est certifié ISO 14001.